# Gare de Namêche
La gare de Namêche est une gare ferroviaire belge de la ligne 125 de Liège à Namur située à Namêche section de la commune d'Andenne, en Région wallonne, dans la province de Namur.
C'est une gare de la Société nationale des chemins de fer belges (SNCB) desservie par des trains Omnibus (L).

## Situation ferroviaire
Établie à 83 m d'altitude, la gare de Namêche est située au point kilométrique (PK) 45,5 de la ligne 125, de Liège à Namur, entre les gares ouvertes de Sclaigneaux et de Marche-les-Dames.

## Service des voyageurs

### Accueil
Halte SNCB, c'est un point d'arrêt non géré (PANG) à accès libre.

### Desserte
Namêche est desservie par des trains Omnibus (L) et d'Heure de pointe (P) de la SNCB qui effectuent des missions sur la ligne 125.
En semaine, la desserte comprend : 
- des trains L reliant Namur à Liège-Guillemins, cadencés à l'heure ;
- deux trains P reliant Huy à Namur, le matin avec retour l’après midi.

Les week-ends et jours fériés, la desserte est ramenée à un train L Namur - Liège toutes les deux heures.

### Intermodalité
Un parking pour les véhicules y est aménagé.

## Comptage voyageurs
Le graphique et le tableau montrent le nombre de passagers qui en moyenne embarquent durant la semaine, le samedi et le dimanche.
| Nombre de voyageurs qui embarquent à la gare de Namêche | Nombre de voyageurs qui embarquent à la gare de Namêche | Nombre de voyageurs qui embarquent à la gare de Namêche | Nombre de voyageurs qui embarquent à la gare de Namêche |
|                                                         | Semaine                                                 | Samedi                                                  | Dimanche                                                |
| ------------------------------------------------------- | ------------------------------------------------------- | ------------------------------------------------------- | ------------------------------------------------------- |
| 1977                                                    | 290                                                     | 97                                                      | 42                                                      |
| 1978                                                    | 262                                                     | 124                                                     | 48                                                      |
| 1979                                                    | 262                                                     | 86                                                      | 64                                                      |
| 1980                                                    | 268                                                     | 112                                                     | 53                                                      |
| 1981                                                    | 243                                                     | 94                                                      | 41                                                      |
| 1982                                                    | 272                                                     | 80                                                      | 25                                                      |
| 1983                                                    | 285                                                     | 83                                                      | 31                                                      |
| 1984                                                    | 236                                                     | 74                                                      | 27                                                      |
| 1985                                                    | 216                                                     | 59                                                      | 45                                                      |
| 1986                                                    | 208                                                     | 68                                                      | 42                                                      |
| 1987                                                    | 243                                                     | 53                                                      | 33                                                      |
| 1988                                                    | 235                                                     | 77                                                      | 53                                                      |
| 1989                                                    | 239                                                     | 60                                                      | 36                                                      |
| 1990                                                    | 227                                                     | 64                                                      | 21                                                      |
| 1991                                                    | 201                                                     | 56                                                      | 37                                                      |
| 1992                                                    | 270                                                     | 61                                                      | 22                                                      |
| 1993                                                    | 202                                                     | 45                                                      | 19                                                      |
| 1994                                                    | 209                                                     | 31                                                      | 22                                                      |
| 1995                                                    | 167                                                     | 32                                                      | 29                                                      |
| 1996                                                    | 213                                                     | 43                                                      | 12                                                      |
| 1997                                                    | 208                                                     | 60                                                      | 38                                                      |
| 1998                                                    | 169                                                     | 40                                                      | 26                                                      |
| 1999                                                    | 141                                                     | 24                                                      | 11                                                      |
| 2000                                                    | 135                                                     | 30                                                      | 22                                                      |
| 2001                                                    | 122                                                     | 26                                                      | 20                                                      |
| 2002                                                    | 107                                                     | 35                                                      | 22                                                      |
| 2003                                                    | 124                                                     | 30                                                      | 24                                                      |
| 2004                                                    | 146                                                     | 31                                                      | 28                                                      |
| 2005                                                    | 137                                                     | 27                                                      | 21                                                      |
| 2006                                                    | 155                                                     | 42                                                      | 32                                                      |
| 2007                                                    | 146                                                     | 35                                                      | 39                                                      |
| 2008                                                    | -                                                       | -                                                       | -                                                       |
| 2009                                                    | 157                                                     | 20                                                      | 22                                                      |
| 2010                                                    | -                                                       | -                                                       | -                                                       |
| 2011                                                    | -                                                       | -                                                       | -                                                       |
| 2012                                                    | 114                                                     | 28                                                      | 21                                                      |
| 2013                                                    | 142                                                     | 22                                                      | 33                                                      |
| 2014                                                    | 119                                                     | 38                                                      | 26                                                      |
| 2015                                                    | 93                                                      | 32                                                      | 22                                                      |
| 2016                                                    | 114                                                     | 16                                                      | 19                                                      |
| 2017                                                    | 122                                                     | 20                                                      | 26                                                      |
| 2018                                                    | 116                                                     | 17                                                      | 19                                                      |
| 2019                                                    | 122                                                     | 10                                                      | 15                                                      |
| 2020                                                    | 98                                                      | 11                                                      | 15                                                      |
| 2021                                                    | -                                                       | -                                                       | -                                                       |
| 2022                                                    | 172                                                     | 123                                                     | 105                                                     |
| 2023                                                    | 146                                                     | 5                                                       | 10                                                      |
| 2024                                                    | 126                                                     | 40                                                      | 24                                                      |